# Кампањак ле Керси
Кампањак ле Керси (фр. Campagnac-lès-Quercy) насеље је и општина у југозападној Француској у региону Аквитанија, у департману Дордоња која припада префектури Сарла ла Канеда.
По подацима из 2011. године у општини је живело 303 становника, а густина насељености је износила 15,4 становника/km². Општина се простире на површини од 19,67 km². Налази се на средњој надморској висини од 290 метара (максималној 345 m, а минималној 135 m).

## Демографија
| 1962. | 1968. | 1975. | 1982. | 1990. | 1999. | 2011. |
| ----- | ----- | ----- | ----- | ----- | ----- | ----- |
| 371   | 395   | 350   | 316   | 305   | 293   | 303   |

График промене броја становника у току последњих година